# シャーハーナー・ゴースワーミー
シャーハーナー・ゴースワーミー（Shahana Goswami、1986年5月6日 - ）は、インドのヒンディー語映画で活動する女優。これまでにフィルムフェア賞、アジア・フィルム・アワードを受賞している。

## 生い立ち
1986年5月6日にニューデリーに生まれ、幼少期からキラン・セーガルのもとで10年間オリッシーを学び、彼女の舞踏団に所属して各地を巡業していた。ニューデリーのサルダール・パテール・ヴィディヤーラヤで教育を受けた後、ムンバイのソフィア女子大学に進学し、在学中はスポーツ活動に熱中して各種の大会に出場して好成績を残している。大学の卒業後は女優の道に進むためジャイミニ・パータクが主宰する劇団「ワーキング・タイトル」にプロダクション・アシスタントとして参加し、同時に女優として舞台にも出演していた。

## キャリア
舞台演劇で活動していた際に知り合ったキャスティング監督シャーヌ・シャルマーから、ナシールッディーン・シャーの監督デビュー作『Yun Hota Toh Kya Hota』のオーディションに誘われ、同作で映画デビューを果たした。その後はリーマー・カーグティーの『Honeymoon Travels Pvt. Ltd.』に出演し、ボーマン・イラニの娘役を演じている。2008年には『Ru Ba Ru』でランディープ・フーダーと共演し、シャーヌ・シャルマーの推薦でアビシェーク・カプールの『Rock On!!』のオーディションに参加してアルジュン・ラームパール演じるジョゼフの妻デビー役に起用され、同作の演技でフィルムフェア賞 審査員選出女優賞を受賞した。
その後はダイドのミュージックビデオ「Let's Do the Things We Normally Do」に出演し、同時期にはフェヴィコールのコマーシャルにも出演している。2012年にディーパ・メータの『Midnight's Children』に出演し、2013年には『Vara: A Blessing』に出演した。2016年は『Tu Hai Mera Sunday』に出演して批評家から高い評価を得ており、2021年にはNetflix配信ドラマ『ボンベイ・ベイガム -私たちのサバイバル-』でアランクリター・シュリーヴァースタヴァ、プージャー・バット、アムルータ・スバーシュ、プラビター・ボールタークルと共演している。2023年はナンディター・ダースの『Zwigato』に出演してカピル・シャルマー演じる主人公の妻役を演じ、同作は第47回トロント国際映画祭でプレミア上映された。

## フィルモグラフィー

### 映画

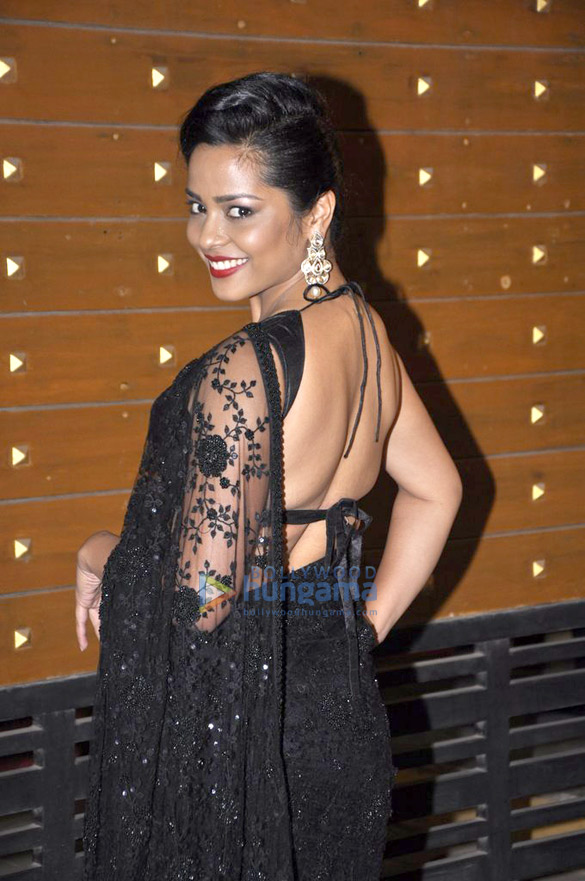
第58回フィルムフェア賞授賞式に出席するシャーハーナー・ゴースワーミー（2013年）

- Yun Hota Toh Kya Hota（2006年）
- Honeymoon Travels Pvt. Ltd.（2007年）
- Rock On!!（2008年）
- Ru Ba Ru（2008年）
- Firaaq（2009年）
- Jashnn（2009年）
- Mirch（2010年）
- Break Ke Baad（2010年）
- Tera Kya Hoga Johnny（2010年）
- Game（2011年）
- ラ・ワン（英語版）（2011年）
- Midnight's Children（2012年）
- Heroine（2012年）
- Vara: A Blessing（2013年）
- Rock On 2（2016年）
- Force of Destiny（2016年）
- Under Construction（2016年）
- Tu Hai Mera Sunday（2016年）
- Gali Guleiyan（2018年）
- Made in Bangladesh（2019年）
- Zwigato（2023年）
- Neeyat（2023年）
- サントーシュ（英語版）（2024年）
- Despatch（2024年）

### ドラマシリーズ
- A Suitable Boy（2020年）
- ボンベイ・ベイガム -私たちのサバイバル-（英語版）（2021年）
- The Last Hour（2021年）
- Hush Hush（2022年）
- Four Years Later（2024年）

## 受賞歴
| 年                           | 部門                     | 作品                                        | 結果             | 出典             |
| フィルムフェア賞             | フィルムフェア賞         | フィルムフェア賞                            | フィルムフェア賞 | フィルムフェア賞 |
| ---------------------------- | ------------------------ | ------------------------------------------- | ---------------- | ---------------- |
| 2009年                       | 審査員選出女優賞         | 『Rock On!!』                               | 受賞             | [ 8 ] [ 9 ]      |
| 2009年                       | 助演女優賞               | 『Rock On!!』                               | ノミネート       | [ 8 ] [ 9 ]      |
| 2010年                       | 助演女優賞               | 『Firaaq』                                  | ノミネート       | [ 10 ]           |
| 2024年                       | 審査員選出女優賞         | 『Zwigato』                                 | ノミネート       | [ 11 ]           |
| フィルムフェアOTT賞          |                          |                                             |                  |                  |
| 2021年                       | ドラマシリーズ助演女優賞 | 『ボンベイ・ベイガム -私たちのサバイバル-』 | ノミネート       | [ 12 ]           |
| アジア・フィルム・アワード   |                          |                                             |                  |                  |
| 2025年                       | 主演女優賞               | 『サントーシュ』                            | 受賞             | [ 13 ]           |
| 国際インド映画アカデミー賞   |                          |                                             |                  |                  |
| 2009年                       | 助演女優賞               | 『Rock On!!』                               | ノミネート       | [ 14 ]           |
| スター・スクリーン・アワード |                          |                                             |                  |                  |
| 2009年                       | 助演女優賞               | 『Rock On!!』                               | 受賞             | [ 15 ]           |
| 2010年                       | 助演女優賞               | 『Firaaq』                                  | ノミネート       | [ 16 ]           |
| スターダスト・アワード       |                          |                                             |                  |                  |
| 2009年                       | ブレイクスルー女優賞     | 『Rock On!!』                               | ノミネート       | [ 17 ]           |
| 2010年                       | ブレイクスルー女優賞     | 『Firaaq』                                  | 受賞             |                  |
| 製作者組合映画賞             |                          |                                             |                  |                  |
| 2009年                       | 助演女優賞               | 『Rock On!!』                               | ノミネート       | [ 18 ]           |